# Израильские студенты в борьбе с антисемитизмом
Онлайн организация «Израильские студенты в борьбе с антисемитизмом (ИСКА)» была основана в 2011 году и действует в целях борьбы с ростом антисемитизма, ксенофобии и отрицанием Холокоста в интернете.

## О программе
Организация израильских студентов по борьбе с антисемитизмом (ИСКА) является одним из ведущих мировых инициатив по борьбе с антисемитизмом, отрицанием Холокоста и расизмом онлайн, разработанной Национальным союзом израильских студентов. Программа обучает студентов мониторингу и реагирования на расистские материалы, распространяемые в интернете в обмен на предоставление академических кредитов или стипендий. ИСКА является членом Международной сети по борьбе с кибер-ненавистью (INACH) и принимает активное участие в формировании цивилизованного общения онлайн вместе с НПО и правозащитными организациями.
Десятки студентов из различных учебных заведений в Израиле участвуют каждый год в программе. Студенты работают на различных социальных информационных платформах, мониторинг контента ведется на более чем 10 языках, включая ответы на вопросы, касающиеся еврейского народа, по Холокосту, еврейской истории и публикации антисемитских вопросов в социальных сетях.
Студенты работают в трех командах: мониторинг, Yahoo ответы и новые медиа. Группа по наблюдению за частотой публикаций и удаления антисемитского содержания в таких социальных сетях, как: Facebook, Instagram, Твиттер, Ютуб и ВКонтакте (российская социальная сеть), мониторинг контента на более чем 10 языках. В команду «Ответы на Yahoo» входят студенты, отвечающие на вопросы пользователей Yahoo в отношении еврейского народа, Холокоста, еврейской истории и т. д. Кроме того, студенты сообщают и помечают антисемитские вопросы, опубликованные на сайте. Команда «Новая медиа»-осуществляет контроль за текущей эксплуатацией в различных социальных медиа-платформах: Facebook-страниц (английский, французский и португальский), Твиттер (английский и французский), канал на YouTube и Instagram счетов.
Программа является лидером в своей области благодаря своей особой природе и исполнению и ценится во многих странах. Программа по борьбе с антисемитизмом в интернете является самой крупной в мире по мониторингу антисемитских контента в интернете и по количеству языков, по сравнению с другими НПО в этой области. Программа сотрудничает с правозащитными организациями и НПО, такие как «Яд Вашем», АДЛ, Кантор центр, INACH и многое другое.

## История
В рамках программы сотрудничества с различными организациями, её представители регулярно участвуют в работе комитетов в Кнессете и в конференциях по всему миру. В 2017 году представители участвовали в ОБСЕ — молодёжной конференции в Испании. В 2018 году программа поделились опытом борьбы с антисемитизмом в интернете на специальном пульте на Глобальном форуме по антисемитизму, организованном израильским министерством иностранных дел. В 2014 году академическая программа по борьбе с антисемитизмом был создан при Междисциплинарном центре (IDC) с в Герцлии, для канала программы деятельности Академии. Программа награждает группу из около 30 студентов каждый год годом академического обучения или два семестра деятельности. Образовательная программа поощряет студентов, как еврейских, так и нееврейских, чтобы инициировать личный проект по искоренению феномена ненависти в Интернете.

## Достижения
Часть достижений программы по годам: на Facebook, мониторинг более 21000 антисемитских и отрицаний, в том числе и Холокоста, средний уровень удаления 44 %. На Twitter, мониторинг более 17000 счетов со средним уровнем удаления 60 %. На YouTube, мониторинг более 6000 видео, в среднем курс удаления составляет 41 %. На Instagram, мониторинг более чем 8000 учётных записей и фотографий со средней скоростью удаления 90 %. На Yahoo ответы и Quora, ответил более 3000 вопросов.

## Конференции
- 2017 представители участвовали в ОБСЕ — молодёжная конференция в Испании.
- 2018 — приняли участие в Глобальном форуме по антисемитизму[11] в Иерусалиме, Израиль

## Партнеры
- АДЛ[12]
- INACH[4]
- Век[13]
- Криф[14]
- НПО монитор[15]
- КНТ[16]
- SAJBD[17]
- Online Hate Prevention Institute[18]
- Кантор Центр[19]
- Центр Симона Визенталя[20]
- Яд Ва-Шем[21]
- Еврейское агентство для Израиля[22]